# Widgiemooltha
Widgiemooltha is een plaats in de regio Goldfields-Esperance in het zuidoosten van West-Australië. Het ligt aan Lake Lefroy, 631 kilometer ten oosten van Perth, 91 kilometer ten noorden van Norseman en 77 kilometer ten zuidoosten van Coolgardie. In 2021 telde Widgiemooltha 28 inwoners.

## Geschiedenis
De oorspronkelijke bewoners van de streek waren de Kalaako Aborigines.
In het midden van de jaren 1890 werd er goud gevonden in de streek. In 1897 liet de overheid de dorpssite opmeten en werd het plaatsje officieel gesticht. Het dorp heette oorspronkelijk Widgemooltha, een aborigineswoord dat in verband gebracht werd met de bek van een emoe. De spelling van de naam veranderde in 1944 officieel naar Widgiemooltha. Het jaar na de officiële stichting van het dorp telde het 112 inwoners.
In 1931 werd nabij Widgiemooltha de grootste ooit in West-Australië aangetroffen goudklomp gevonden. De 'Golden Eagle Nugget' woog 32,2 kilogram.

## 21e eeuw
In de streek wordt, afhankelijk van de prijzen op de wereldmarkt, nog steeds naar goud en nikkel gedolven.
Er loopt een 4x4-track, de oude telegraaflijn uit 1896, vanaf Widgiemooltha Roadhouse tot Norseman. Van de oude dorpsite, net ten noordoosten van de uitspanning, blijft niets meer over.

## Transport
Widgiemooltha ligt langs de Coolgardie–Esperance Highway. De GE3 busdienst van Transwa tussen Kalgoorlie en Esperance houdt er driemaal per week halt.
De Esperance Branch Railway loopt langs Widgiemooltha maar er maken enkel goederentreinen van de spoorweg gebruik.

## Externe link

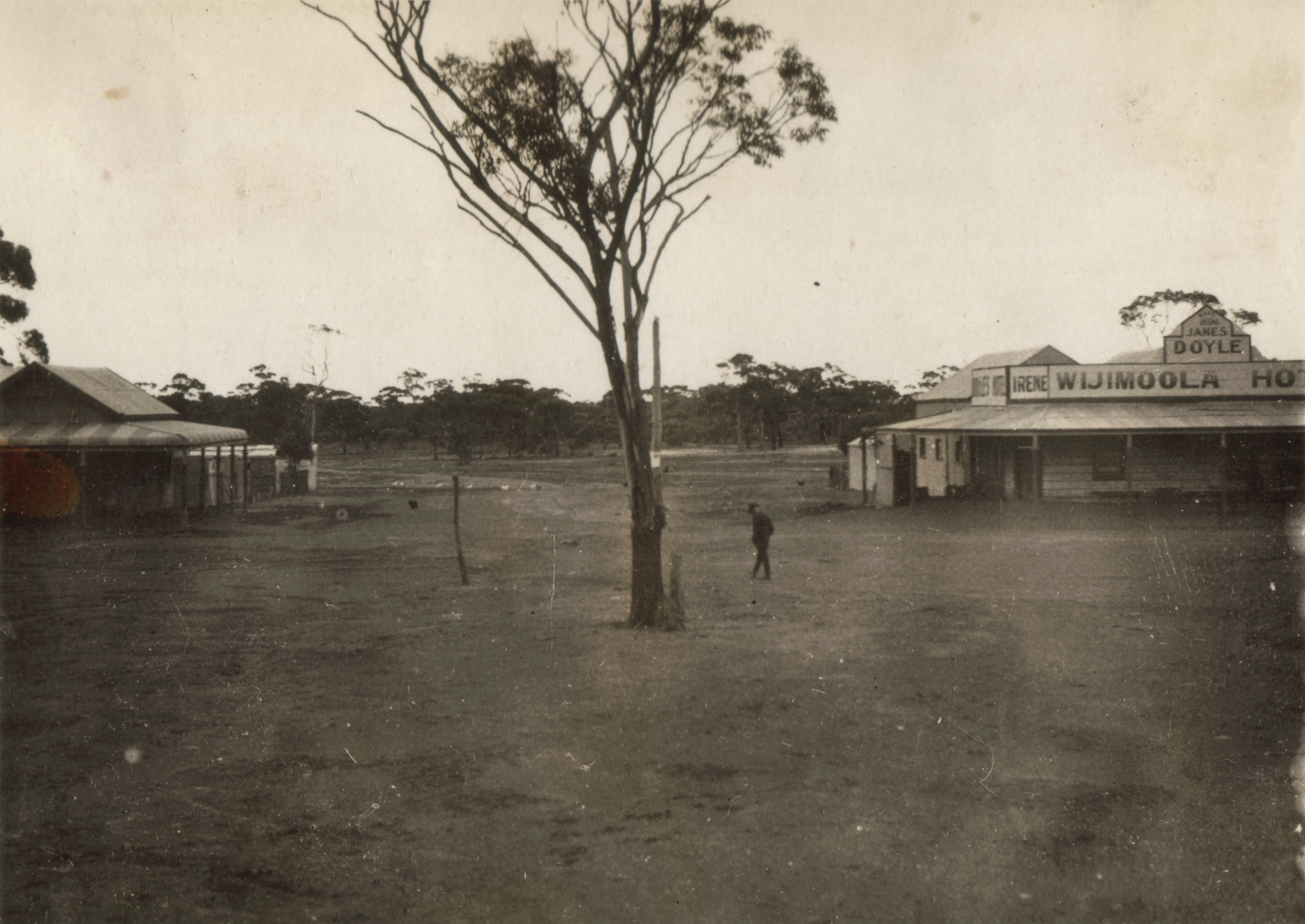
Widgiemooltha in september 1930